# Rede de Indicadores de Ciência e Tecnologia Iberoamericana e Interamericana
A RICYT (acrônimo em espanhol para Rede de Indicadores de Ciência e Tecnologia Iberoamericana e Interamericana) nasceu de uma proposta do Primeiro Seminário Iberoamericano de Indicadores de Ciência e Tecnologia, realizado na Argentina em 1994. Participam dela todos os países americanos, juntamente com Espanha e Portugal.
A RICYT foi adotada pelo Programa Iberoamericano de Ciência e Tecnologia para o Desenvolvimento (CYTED) como rede iberoamericana e pela Organização dos Estados Americanos (OEA) como rede interamericana. Sua implementação entrou em vigor no final de abril de 1995.
Atualmente, o principal apoiador da RICYT é a Organização dos Estados Ibero-americanos (OEI), através do Observatório Iberoamericano da Ciência, Tecnologia e Sociedade, do Centro de Altos Estudos Universitários (OEI-CUEA). Também tem o apoio da Agência Espanhola de Cooperação para o Desenvolvimento Internacional (AECI).
A RICYT participa como observador do Grupo NESTI, da Organização para a Cooperação e Desenvolvimento Econômico (OCDE). Ela também trabalha com outras organizações internacionais, como o Instituto de Estatística da UNESCO, o Banco Interamericano de Desenvolvimento (BID), a Comissão Econômica para a América Latina e o Caribe (CEPAL), a Secretaria Executiva do Convênio Andrés Bello (SECAB), o Conselho Caribenho para Ciência e Tecnologia (CCST) e a Comissão de Desenvolvimento Científico e Tecnológico da América Central e Panamá (CTCAP).